# Viktimiseringsideologi
Viktimiseringsideologi eller brottsofferideologi är ett samlingsnamn för allmänna idéer om viktimisering som påverkar brottsoffer. Viktimiseringsideologi kallas bara en diskurs som uppfattas som ett övergrepp, antingen på brottsoffer eller på en oskyldigt utpekad förövare.
Termen viktimiseringsideologi är ett försök till att ringa in fenomenet att det i alla samhällen förekommer generaliserade och kollektiva föreställningar om brottsoffer, till exempel under vilka förhållanden någon oskyldigt blir brottsdrabbad, uppfattningar om brottsorsaker som innehåller en bestämning av offrets ansvarsförhållande till brottet, en uppfattning om vilka beteenden en brottsdrabbad person uppvisar, eller en uppfattning om tillförlitligheten i anmälan av vissa brottstyper. En central aktör för spridandet av viktimiseringsideologier är media och dess framställningar av brott. Men också i facklitteratur sprids viktimiseringsideologier. 
Viktimiseringsideologier fungerar som referensramar när individer hör talas om en brottsanmälan, bevittnar brott eller träffar personer som uppger att de är brottsoffer; viktimiseringsideologierna överförs på brottsoffret och kan i vissa fall förmedla upplevelsen av att vara brottsdrabbad eller tvärt om att offret själv upplever att det fick skylla sig själv.
Joel Best har lagt fram en teori om viktimiseringsideologin. Viktimiseringsideologin har enligt Best en svart-vit uppfattning om brottsofferskapet, anser att viktimisering ofta är osynlig, och att brottsoffer behöver terapeutisk vård. Andra har framfört att viktimiseringsideologier socialt konstruerar offerupplevelser där det är inadekvat, till exempel i fråga om våld mot kvinnor.